# Licuala longipes
Licuala longipes är en enhjärtbladig växtart som beskrevs av William Griffiths. Licuala longipes ingår i släktet Licuala och familjen Arecaceae. Inga underarter finns listade i Catalogue of Life.